# Thomas Borchert (Journalist)
Thomas Borchert (* 7. Januar 1962) ist ein deutscher Journalist.

## Leben
Borchert absolvierte ein Studium zum Diplom-Physiker und eine Ausbildung an der Axel-Springer-Journalistenschule. Von 1989 bis 2008 war er als Redakteur beim Hamburger Abendblatt und beim Stern tätig, zuletzt als Ressortleiter „Auto, Computer, Technik“.
Seit 2009 ist er Chefredakteur des Fliegermagazins beim Jahr Top Special Verlag, seit 2015 als Chefredakteur Luftfahrt des Verlags zusätzlich für die Titel Aero International und Rotorblatt zuständig. Seit Ende 2020 ist er ferner Chefredakteur der Impf-Fachzeitschrift Pieks.
Nach eigenen Angaben begann Borchert 1983 in Uetersen mit der Segelfliegerei. Später erwarb er eine Motorsegler-Lizenz und eine Privatpilotenlizenz in den USA, die er in Deutschland umschreiben ließ. Seit 2006 besitzt er die Instrumentenflugberechtigung.